# Laos op de Olympische Zomerspelen 2020
Laos neemt deel aan de Olympische Zomerspelen 2020 in Tokio, Japan.
| Sport    | Mannen | Vrouwen | Totaal |
| -------- | ------ | ------- | ------ |
| Atletiek | 0      | 1       | 1      |
| Judo     | 1      | 0       | 1      |
| Zwemmen  | 1      | 1       | 2      |
| totaal   | 2      | 2       | 4      |

## Deelnemers en resultaten

### Atletiek
Vrouwen
Loopnummers
| atlete           | onderdeel | series | series | kwartfinale    | halve finale   | halve finale   | finale         | finale         |                |
| atlete           | onderdeel | tijd   | rang   | tijd           | tijd           | rang           | tijd           | rang           |                |
| ---------------- | --------- | ------ | ------ | -------------- | -------------- | -------------- | -------------- | -------------- | -------------- |
| Silina Pha Aphay | 100 m     | 12.41  | 6      | niet geplaatst | niet geplaatst | niet geplaatst | niet geplaatst | niet geplaatst | niet geplaatst |

### Judo
Mannen
| atleet               | onderdeel | eerste ronde         | tweede ronde                | derde ronde          | kwartfinale          | halve finale         | herkansing           | finale / BM          | finale / BM    |
| atleet               | onderdeel | tegenstander uitslag | tegenstander uitslag        | tegenstander uitslag | tegenstander uitslag | tegenstander uitslag | tegenstander uitslag | tegenstander uitslag | rang           |
| -------------------- | --------- | -------------------- | --------------------------- | -------------------- | -------------------- | -------------------- | -------------------- | -------------------- | -------------- |
| Soukphaxay Sithisane | −60 kg    | n.v.t.               | Eric Takabatale V 010 - 0s1 | niet geplaatst       | niet geplaatst       | niet geplaatst       | niet geplaatst       | niet geplaatst       | niet geplaatst |

### Zwemmen
Mannen
| atlete              | onderdeel      | series | series | halve finale   | halve finale   | finale         | finale         |
| atlete              | onderdeel      | tijd   | rang   | tijd           | rang           | tijd           | rang           |
| ------------------- | -------------- | ------ | ------ | -------------- | -------------- | -------------- | -------------- |
| Santisouk Inthavong | 50 m vrijeslag | 26.04  | 3      | niet geplaatst | niet geplaatst | niet geplaatst | niet geplaatst |

Vrouwen
| atlete               | onderdeel      | series | series | halve finale   | halve finale   | finale         | finale         |
| atlete               | onderdeel      | tijd   | rang   | tijd           | rang           | tijd           | rang           |
| -------------------- | -------------- | ------ | ------ | -------------- | -------------- | -------------- | -------------- |
| Siri Arun Budcharern | 50 m vrijeslag | 29.22  | 2      | niet geplaatst | niet geplaatst | niet geplaatst | niet geplaatst |